# Carbondale Township (Illinois)
Die Carbondale Township ist eine von 16 Townships im Jackson County im Südwesten des US-amerikanischen Bundesstaates Illinois. Im Jahr 2010 hatte die Carbondale Township 29.544 Einwohner.

## Geografie
Die Carbondale Township liegt rund 15 km östlich des Mississippi, der die Grenze zu Missouri bildet. Die Mündung des Ohio an der Schnittstelle der Bundesstaaten Illinois, Missouri und Kentucky befindet sich rund 90 km südlich.
Die Carbondale Township liegt auf 37°43′48″ nördlicher Breite und 89°12′35″ westlicher Länge und erstreckt sich über 98,83 km², die sich auf 98,08 km² Land- und 0,75 km² Wasserfläche verteilen. 
Die Carbondale Township liegt im Osten des Jackson County und grenzt im Osten an das Williamson County. Innerhalb des Jackson County grenzt die Carbondale Township im Süden an die Makanda Township, im Südwesten an die Pomona Township, im Westen an die Murphysboro Township, im Nordwesten an die Somerset Township sowie im Norden an die De Soto Township.

## Verkehr
Im Zentrum der Carbondale Township kreuzt der in Nord-Süd-Richtung verlaufende U.S. Highway 51 die von West nach Ost führende Illinois State Route 13. Alle weiteren Straßen sind County Roads oder weiter untergeordnete und zum Teil unbefestigte Fahrwege.
Parallel zum Highway 51 verläuft eine Eisenbahnlinie der früheren Illinois Central Railroad, die heute zur Canadian National Railway gehört. Diese Strecke wird auch von Amtrak genutzt.
Mit dem Southern Illinois Airport befindet sich am Nordrand der Carbondale Township ein Regionalflughafen. Der nächstgelegene größere Flughafen ist der Lambert-Saint Louis International Airport (rund 170 km nordwestlich).

## Demografische Daten
Nach der Volkszählung im Jahr 2010 lebten in der Carbondale Township 29.544 Menschen in 12.738 Haushalten. Die Bevölkerungsdichte betrug 301,2 Einwohner pro Quadratkilometer. In den 12.738 Haushalten lebten statistisch je 2,04 Personen. 
Ethnisch betrachtet setzte sich die Bevölkerung zusammen aus 65,1 Prozent Weißen, 23,2 Prozent Afroamerikanern, 0,4 Prozent amerikanischen Ureinwohnern, 5,3 Prozent Asiaten sowie 2,5 Prozent aus anderen ethnischen Gruppen; 3,4 Prozent stammten von zwei oder mehr Ethnien ab. Unabhängig von der ethnischen Zugehörigkeit waren 5,7 Prozent der Bevölkerung spanischer oder lateinamerikanischer Abstammung. 
13,2 Prozent der Bevölkerung waren unter 18 Jahre alt, 79,0 Prozent waren zwischen 18 und 64 und 7,8 Prozent waren 65 Jahre oder älter. 47,0 Prozent der Bevölkerung war weiblich.
Das mittlere jährliche Einkommen eines Haushalts lag bei 22.467 USD. Das Pro-Kopf-Einkommen betrug 16.585 USD. 40,3 Prozent der Einwohner lebten unterhalb der Armutsgrenze.

## Ortschaften
Das Gebiet der Stadt Carbondale ist zwar nicht mit dem Gebiet der Carbondale Township identisch, macht aber den größten Teil davon aus. Somit lebt – von Streubesiedlung abgesehen – der größte Teil der Bewohner der Carbondale Township in der Stadt Carbondale.